# Manuel Pérez-Casaux
Manuel Pérez-Casaux (El Puerto de Santa María, 29 de enero de 1929; 22 de febrero de 2015) escritor, dramaturgo y ensayista español.

## Biografía
Estudia Bachillerato en el Seminario de Cádiz del que se sale para estudiar Magisterio, simultánea la enseñanza en la Escuela de Formación Profesional Sindical de Puerto Real y Astilleros de Cádiz, donde trabaja como traductor. Miembro activo del movimiento teatral y literario de la ciudad en torno a la revista Platero.
Al disminuir el tráfico marítimo en Cádiz se traslada a Barcelona por motivos desconocidos y una vez en esta ciudad. se diploma en Comercio Exterior. Trabaja para empresas de consignatario de buques y de seguros marítimos y posteriormente, obtiene su Licenciatura en Lenguas Germánicas por la Universidad de Barcelona. 
Pérez-Casaux es un gran conocedor de griego y latín, domina catalán, francés, inglés, alemán y nada de ruso.
A partir de los años 60 se entrega a una actividad teatral en la que continúa todavía.
De regreso a su ciudad natal, El Puerto de Santa María, enseña español para extranjeros y se convierte en miembro de la Tríada de Coordinadores de la Tertulia del Ermitaño.
Se traslada a la Isla de León. Tanto en Cádiz como en San Fernando participa en la mayoría de las tertulias organizadas en la ciudad.
Es miembro de la Sociedad General de Autores de España. 
Académico de la Real de San Romualdo de Ciencias, Artes y Letras de San Fernando y de la de Santa Cecilia del Puerto de Santa María.

## Obra teatral
Su primera pieza teatral, "La cena de los camareros", enmarcada en el llamado "Teatro del Absurdo", fue el inicio de una serie de piezas de esa tendencia. Mas a partir de "Historia de la divertida ciudad de Caribdis", estrenada en el Festival de Teatro de Sitges en 1969, y emitida por TVE en 1976, Sus obras acaban por seguir una trayectoria más comprometida, adscrita ya a una estética de corte brechtiano. Entre éstas cabría citar: "La familia de Carlos IV" (Premio de Sitges, 1973), "La curiosa invención de la escuela de plañidores" (Premio Ciudad de Alcoy, 1976), "Crónica y justicia del levantamiento de Cádiz" (estrenada por la compañía Tabanque en el Teatro Lope de Vega de Sevilla, en 1976), "El Godoy de los Godoyes" (Premio Ateneo de Palencia, 1982), "En Castilla mandamos nosotros" (Premio Buero Vallejo, 1985), "La leyenda del mártir convencido" (Premio de la Asociación de Espectadores de Puerto Real, 1989), "Las Cortes de la Isla de León", estrenada por el Grupo Odisea Teatro, en el Real Teatro de las Cortes, 1999), y varias piezas más hasta un total de 29 piezas de las que se han estrenado catorce.
"Motín y preludio de la guerra del francés".
"La huelga de las salinas 1902".
"El improbable motín de los buenos salineros".

## Obra narrativa
- ""Las raíces del aire" (Premio Carta Puebla, 1999), Novela.'
- ""Esta embrujada pesadumbre", (Premio Olula del Río, 2000) Novela
- "Ciudad triste y confiada" (Premio "Ciudad de Navalcarnero, 2001) Novela

## Ensayos
- ""Tres Estudios sobre Galdós", Editorial Círculo de Lectores
- "El Jerez en la obra de William Shakespeare"". Ediciones Ateneo del Vino, 2000.

## Obra poética
- "Cartas a Sefarad" (Premio Olivo, Jaén 1997)
- Graffiti
- Cantos de júbilo y rabia
- Horas de asombro y canto (Premio Villa de Cádiar, Granada, 2000)
- Cantos civiles
- "Casiopea" (Premio Marcelino Quintana, Las Palmas, 2000) (Premio Internacional de Poesía Miguel de Cervantes 2001)
- Cantar ya no podremos como entonces (V Premio Nicolás del Hierro de Poesía 2001)
- Una grieta de luz hacia otro mundo (Premio Nacional Viriato de Poesía 2003)
- Caminos de pasión o júbilo (VI Premio Porticus de Poesía)
- In itínere ((VII Premio Juan Bernier)
- "Cancionero en el camino a Puertomenesteo" (Premio Lola Peche, Algeciras 2003)
- "Distancia y horizonte" (Premio José Morales, Talavera de la Reina, 20039
- Poemas temporales" (Premio Ciudad de Morón, 2004)
- Campos minados" (X Premio Internacional de Poesía 2005)
- Cantos de señal y testimonio
- Tu cuerpo mío
- Cantos de tierra y tiempo

- Datos: Q5994086